# Lavochkin-Gorbunov-Gudkov LaGG-3
Lavochkin-Gorbunov-Gudkov LaGG-3 (Лавочкин-Горбунов-Гудков ЛаГГ-3) là một máy bay tiêm kích của Liên Xô trong Chiến tranh Thế giới II. Đây là một máy bay được thừa hưởng những thành quả từ LaGG-1, và là một trong những máy bay hiện đại nhất của Không quân Xô Viết có thể sử dụng được để chống lại quân Đức trong cuộc xâm lược vào năm 1941.

## Phát triển
Sự thiếu hụt chính của thiết kế LaGG-1 là sức mạnh. Do đó LaGG-3 đã được thiết kế nhằm thừa hưởng những điểm mạnh và loại bỏ những điểm yếu của LaGG-1. Một phiên bản mạnh hơn của động cơ Klimov M-105 đã được thử nghiệm. Những cải tiến hạn chế và không có động cơ thay thế đã khiến sức mạnh của máy bay giảm xuống, giải pháp duy nhất là làm nhẹ khung máy bay. Đội thiết kế LaGG đã tái kiểm tra thiết kế và loại bỏ những phần thừa của kết cấu máy bay càng nhiều càng tốt. Những thanh gỗ mỏng cố định được thêm vào cánh để cải thiện tốc độ bay lên, tính linh hoạt và việc giảm trọng lượng nhằm tăng cường trang bị vũ khí hạng nhẹ. LaGG-3 đã thay thế LaGG-1 ngay lập tức.
Kết quả vẫn chưa để tốt mặc dù nó đã có thể ngang ngửa với đối thủ là Bf-109F trong hiệu suất nhưng lại có khả năng cơ động vượt trội hơn. Tuy nhiên, thậm chí với khung máy bay được làm nhẹ và động cơ tăng áp, nhưng LaGG-3 vẫn chỉ biểu hiện ở dưới sức mạnh của mình và không được các phi công ưa chuộng. Điểm lạ của LaGG-3 là cấu trúc thân máy bay được sử dụng gỗ dán khiến máy bay vẫn tiếp tục gặp phải vấn đề chất lượng kém (như mẫu máy bay trước đó) và những phi công thường nói đùa bằng một từ viết tắt tên của các nhà thiết kế (Lavochkin, Gorbunov, và Goudkov) "LaGG" để chỉ lakirovanny garantirovanny grob ("quan tài bảo đảm được tô vẽ" - лакированный гарантированный гроб). Một số máy bay được cung cấp tới mặt trận tiền tuyến có tốc độ chậm hơn tốc độ chúng cần có là 40 km/h (25 mph) và một số không thích hợp cho hoạt động bay. Trong chiến đấu, lợi thế chính của LaGG-3 là thân máy bay mạnh mẽ. Mặc dù gỗ dán không cháy vỡ mãnh liệt khi trúng phải đạn chứa lượng thuốc nổ lớn.
Mặc dù được đưa vào sử dụng 5 năm sau tiêm kích Bf-109 của Đức nhưng LaGG-3 về cơ bản là vô vọng trong việc vượt qua đối thủ. Chiến đấu cơ này là sự kết hợp giữa phần vỏ bằng gỗ nhẹ với một động cơ yếu ớt có nghĩa là nó phải nỗ lực rất nhiều để giành được lợi thế chiến thuật trước các máy bay hạng nặng của Đức, và cũng dễ dàng vỡ nát nếu bị trúng đạn. LaGG-3 sớm bị coi là thảm họa và các phi công Liên Xô đã phải ví nó như "chiếc quan tài được phục chế".
LaGG-3 được cải tiến trong thời gian sản xuất, dẫn đến 66 phương án phụ trong số 6.258 chiếc được chế tạo. Những cuộc thử nghiệm với động cơ bố trí hình tròn lớn trên thân LaGG-3 cuối cùng chỉ giải quyết được vấn đề công suất động cơ, và do đó đã xuất hiện mẫu máy bay tuyệt vời Lavochkin La-5.

## Các quốc gia sử dụng
Phần Lan

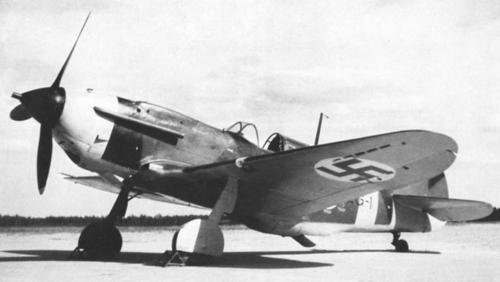
Finnish Air Force LaGG-3

- Không quân Phần Lan sử dụng 3 chiếc chiếm được.[1]

 Germany
- Luftwaffe

 Nhật Bản
- Cục Không lực Lục quân Đế quốc Nhật Bản sử dụng 1 chiếc chiếm được để thử nghiệm.[2]

 Liên Xô
- Không quân Xô Viết

## Thông số kỹ thuật LaGG-3

LaGG-3

(thông tin của LaGG-3 series 66)

### Đặc điểm riêng
- Phi đoàn: 1
- Chiều dài: 8.81 m (28 ft 11 in)
- Sải cánh: 9.80 m (32 ft 1.75 in
- Chiều cao: 2.54 m (8 ft 4 in)
- Diện tích cánh: 17.4 m² (188 ft²)
- Trọng lượng rỗng: 2.205 kg (4.851 lb)
- Trọng lượng cất cánh: 2.620 kg (5.764 lb)
- Trọng lượng cất cánh tối đa: 3.190 kg (7.018 lb)
- Động cơ: 1× động cơ V-12 làm lạnh bằng chất lỏng Klimov M-105PF, 924 kW (1.260 hp)

### Hiệu suất bay
- Vận tốc cực đại: 575 km/h (357 mph)
- Tầm bay: 1000 km (621 mi)
- Trần bay: 9.700 m (31.825 ft)
- Vận tốc lên cao: 14.9 m/s (2.926 ft/min)
- Lực nâng của cánh: 150 kg/m² (31 lb/ft²)
- Lực đẩy/trọng lượng: 350 W/kg (0.21 hp/lb)

### Vũ khí
- 2× súng máy 12.7 mm (0.50 in) Berezin BS
- 1× pháo ShVAK 20 mm
- 6× tên lửa RS-82 hoặc RS-132 với tổng cộng 200 kg (441 lb)

### Máy bay có cùng sự phát triển
- LaGG-1
- Lavochkin La-5
- Lavochkin La-7

### Máy bay có tính năng tương đương
- Curtiss P-40
- Kawasaki Ki-61
- Macchi C.200
- Messerschmitt Bf 109
- Supermarine Spitfire

### Trình tự thiết kế
LaGG-1 - LaGG-3 - La-5 - La-7 - La-9

### Danh sách
- Danh sách máy bay tiêm kích
- Danh sách máy bay trong Chiến tranh Thế giới II
- Danh sách máy bay quân sự của Liên bang Xô viết và CIS